# La Peña Sporting Club
La Peña Sporting Club fue un club de fútbol del distrito de Lince, en la ciudad de Lima, Perú. Fue fundado el 6 de abril de 1968 y participó en la Segunda División del Perú en los años 2010. Actualmente el club se encuentra desafiliado, pero participa en campeonatos de fútbol máster de la capital.

## Historia
El club se funda el 6 de abril de 1968, bajo el nombre de La Peña Sporting Club. Es uno de los más exitosos clubes de Lince y varias veces campeón. Luego de haber logrado el subcampeonato del Torneo Interbarrios de Fútbol de Lima Metropolitana. Aquella final se definió en tiempo suplementario con el equipo Aurora Miraflores.
Durante los años 1970, obtuvo grandes títulos dentro de la Liga de Lince y numerosos trofeos. Asimismo, por esos años dejaron su huella por el club grandes jugadores como Juan José Velásquez, Germán Leguía y José Guillermo Valqui, quienes llegaron a vestir la camiseta de la selección peruana. Varios de los jugadores del club participaron en equipos de la Primera División del Fútbol Profesional.
En 1989, La Peña Sporting inicia su participación en la Liga Amateur de Fútbol de Lince y desde esa fecha obtuvo diez campeonatos, dos subcampeonatos y un cuarto puesto. 
Durante los años 1990, obtuvo buenos resultados clasificándose para los partidos de Interligas que posteriormente definirán los aspirantes a la segunda división.
En el año 2002, después de obtener por sexta vez consecutiva el campeonato en el distrito de Lince, obtiene el título en el Torneo Interligas 2002 y en la Liguilla Final de ascenso obtiene la promoción a la Segunda División Profesional del año 2003.
Durante las temporadas 2007 y 2008, obtuvo el auspicio de la Cooperativa de Ahorro y Crédito Santa María Magdalena y jugó como local en la ciudad de Huamanga bajo el nombre de La Peña Sporting Club Cooperativa de Ahorro y Crédito Santa María Magdalena, teniendo una gran aceptación en la población ayacuchana y contando como entrenadores con Roberto Martínez, al inicio y con Juan Cabanillas, en el tramo final. Para el 2008, el club cambió su denominación a Real Ayacucho Fútbol Club. 
Posteriormente, a inicios del 2009 el empresario Freddy Nossar tomó posesión del club y adquirió la franquicia del Real Madrid para el Perú, por lo que el equipo paso a denominarse Real Academia Fútbol Club. No obstante, el proyecto fracasó dado que el equipo se fue al descenso en la Segunda División 2009. Para la temporada siguiente, Nossar abandonó la institución y el club retomó el nombre con el que fue fundado. Participó ese año en la etapa Regional donde terminó en el quinto lugar en la Región IV. Desde 2011 no participa de la Primera ó Segunda División Distrital de Lince.

## Actualidad
En el presente, La Peña Sporting Club se encuentra desafiliado de competiciones oficiales. No obstante, el club participa en campeonatos internos y torneos de fútbol máster. En ambos casos están formados por los exjugadores de la institución.

## Uniforme
- Uniforme titular: Camiseta con líneas verticales blancas, rojas y verdes; pantalón blanco, medias blancas.

### Evolución del uniforme

#### Titular 1968 al 2022
| 1968 | 1977-1985 | 1980-1990 | 1990-1994 | 1999/2000 | 2001/2002 | 2002-2004 | 2004/2005 | 2010 | 2015-2022 |

#### Alterno 1968 al 2022
| 1977-1988 | 1989-1992 | 1993/1994 | 1993 | 1994/1995 | 1996 | 2000-2003 | 2003 | 2003/2004 | 2015-2022 |  |

## D.T.
Defensor La Peña Sporting Club
- Roberto Arrelucea (2003)
- Humberto Camino (2003)
- Víctor Rivera (2003)
- Ramón Mifflín (2004)
- Richard Garrido (2004-2005)
- Jaime Drago (2005)
- Teodoro Wuchi (2006)
- Fernando Cuéllar Ávalos (2006)
- Juan Forero (2006)
- Miguel Seminario (2006)

```
La Peña Sporting Club Cooperativa de Ahorro y Crédito Santa María Magdalena
```

- Juan Carlos Cabanillas (2007)

```
Real Ayacucho Fútbol Club.
```

- Roberto Martínez (2008)
- Germán Muñoz (2008)
- César Gonzales (2008)
- Rafael Asca (2008)

Real Academia Fútbol Club
- César Gonzales (2009)
- Tito Chumpitaz (2009)

La Peña Sporting Club
- Renzo Gonzales (2010)

### Indumentaria y patrocinador
| Periodo       | Patrocinador |
| ------------- | ------------ |
| ¿?-2002       | Adidas       |
| ¿?            | Calvo        |
| ¿?-Actualidad | ¿?           |

| Periodo   | Patrocinador     |
| --------- | ---------------- |
| 1968-2002 | Sin patrocinador |
| 2010      | Excer AFAC       |

### Uniforme Real Academia
| 2009 Titular | 2009 Alterno |  |

### Uniforme Real Ayacucho
| 2008 Titular | 2008 Alterno 1 | 2008 Alterno 2 |

## Datos del club
- Temporadas en 2ª división: 7 (2003 - 2009).
- Mayor goleada conseguida:
  - En campeonatos nacionales de local: La Peña Sporting 6:0 Alfonso Ugarte (23 de septiembre de 2006).
  - En campeonatos nacionales de visita: América Cochahuayco 1:4 La Peña Sporting (20 de julio de 2003).
- Mayor goleada recibida:
  - En campeonatos nacionales de local: La Peña Sporting 0:5 Deportivo Aviación (1 de agosto de 2004).
  - En campeonatos nacionales de visita: Universidad César Vallejo 5:1 La Peña Sporting (2 de septiembre de 2006).

## Palmarés

### Torneos regionales
- Interligas de Lima (1): 2002
- Liga distrital de Lince (11): 1992, 1993, 1994, 1995, 1996, 1997, 1998, 1999, 2000, 2001 y 2002.